# Gran Oficial

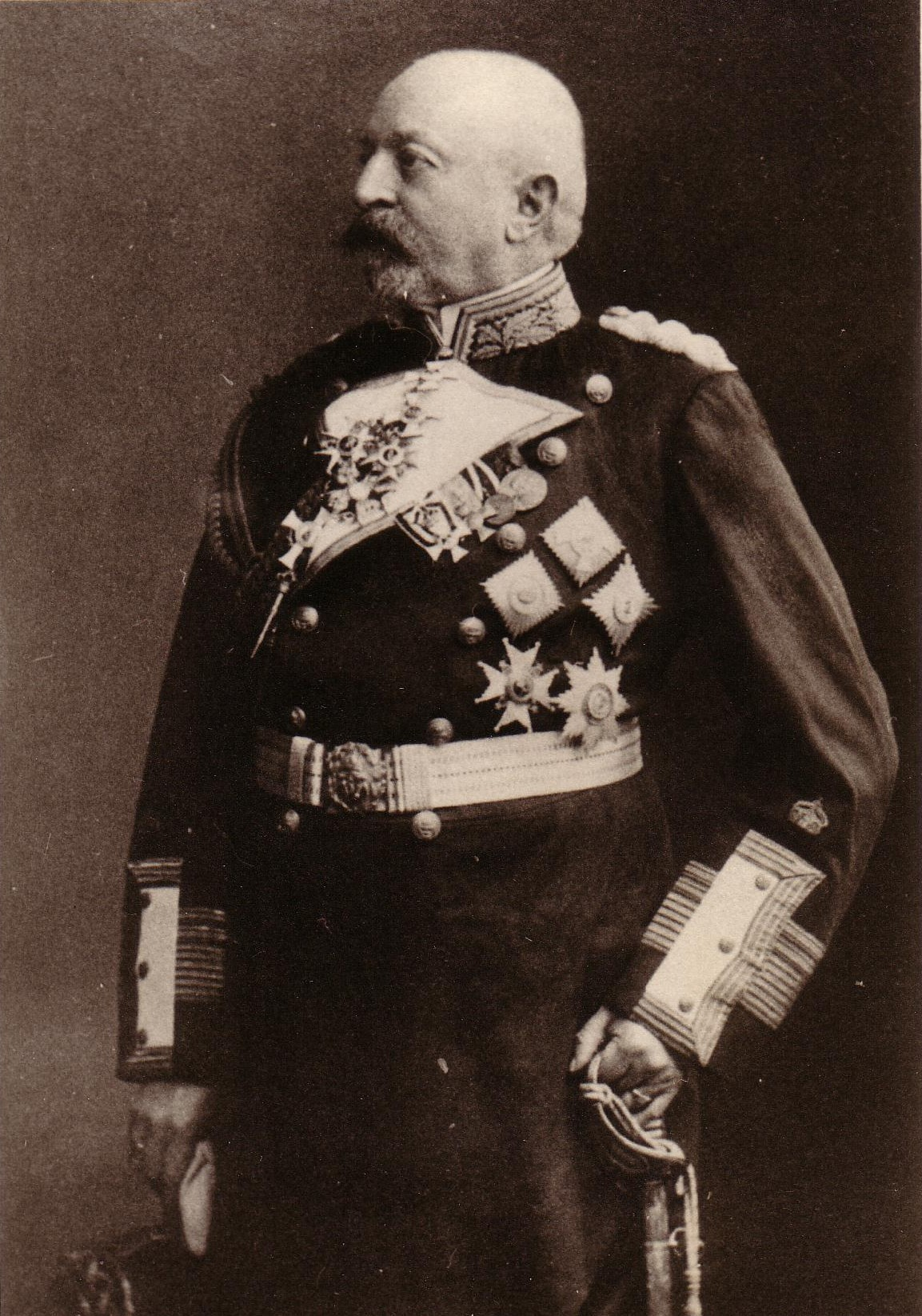
Almirante Curt von Prittwitz und Gaffron con tres placas, incluida la de la Orden del Águila Roja y en el pecho la Cruz de Gran Oficial de la Orden de San Olaf

El grado de Gran Oficial es una de las más altas distinciones en las órdenes de caballería y honoríficas. Se sitúa entre los grados de Gran Cruz y Comendador y es otorgada a civiles, militares o extranjeros destacados, según los criterios de cada orden. La condecoración suele ser una insignia o medalla con cinta, regulada por decretos oficiales.
Si la orden tiene más de cinco niveles o si su origen es religioso, el Gran Comendador (condecoración de cuello con estrella) será un grado superior al de Gran Oficial (condecoración de pecho con estrella).

## Historia
En el siglo XVI la Orden del Espíritu Santo ya contaba con cuatro grandes oficiales: el canciller, el gran tesorero, el secretario y el preboste, pero entonces este rango era solamente un cargo administrativo. En la Legión de Honor, fundada en Francia por Napoleón Bonaparte en 1802, el grado de Gran Oficial fue originalmente concebido para el mando de una cohorte (provincia de la orden). Después de 1816, el grado pasó a ser inferior al de Gran Cruz.
Siguiendo el ejemplo de la Legión de Honor, desde mediados del siglo XIX, otras órdenes dividieron la clase de Comendador, y el grado superior recibía una estrella de pecho (de ahí designaciones como «Comendador con Estrella» y, en las órdenes de clase alemanas, «Caballero de II Clase con Estrella»), y las nuevas clases se denominaron colectivamente «Grandes Oficiales».
Actualmente, en la mayoría de las órdenes, los Grandes Oficiales llevan la Cruz del Comendador en una cinta alrededor del cuello, con la insignia colgando en el centro del pecho. Los Grandes Oficiales de la Legión de Honor, en cambio, llevan la Cruz del Oficial en el pecho izquierdo. La condecoración siempre incluye una estrella pectoral, similar o idéntica a la de la Gran Cruz. En cuanto a su decoración y posición, el Gran Oficial se asemeja al Caballero de Segunda Clase de la Orden Rusa de San Jorge y de Orden de San Vladimiro, establecida en el siglo XVIII. Los Caballeros de primera y segunda clase recibían la Gran Cruz y la Estrella de Pecho; el primero llevaba la Gran Cruz en una faja, el segundo alrededor del cuello.

## En Iberoamérica
En Iberoamérica, diversas órdenes honoríficas incluyen el grado de Gran Oficial, distinción otorgada tanto a nacionales como a extranjeros por méritos excepcionales en ámbitos como el servicio público, la diplomacia, la cultura o la defensa. A continuación, se presentan algunas órdenes iberoaméricas que incluyen este grado:
- Orden de Mayo
- Orden del Libertador San Martín
- Orden al Mérito
- Orden de Boyacá
- Orden de San Carlos
- Orden Nacional al Mérito
- Orden Nacional de San Lorenzo
- Orden del Quetzal[6]
- Orden Imperial del Águila Mexicana (extinguida)
- Orden El Sol del Perú[7]
- Orden Heráldica de Cristóbal Colón
- Orden al Mérito de Duarte, Sánchez y Mella
- Orden del Libertador (derogada)

## Galería

Placa de Gran Oficial de la Orden Brasileña de Río Branco
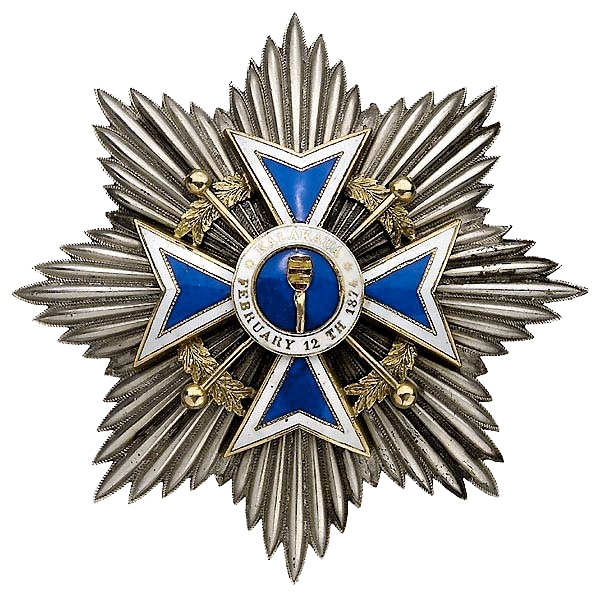
Placa de Gran Oficial de la Orden Real de Kalākaua
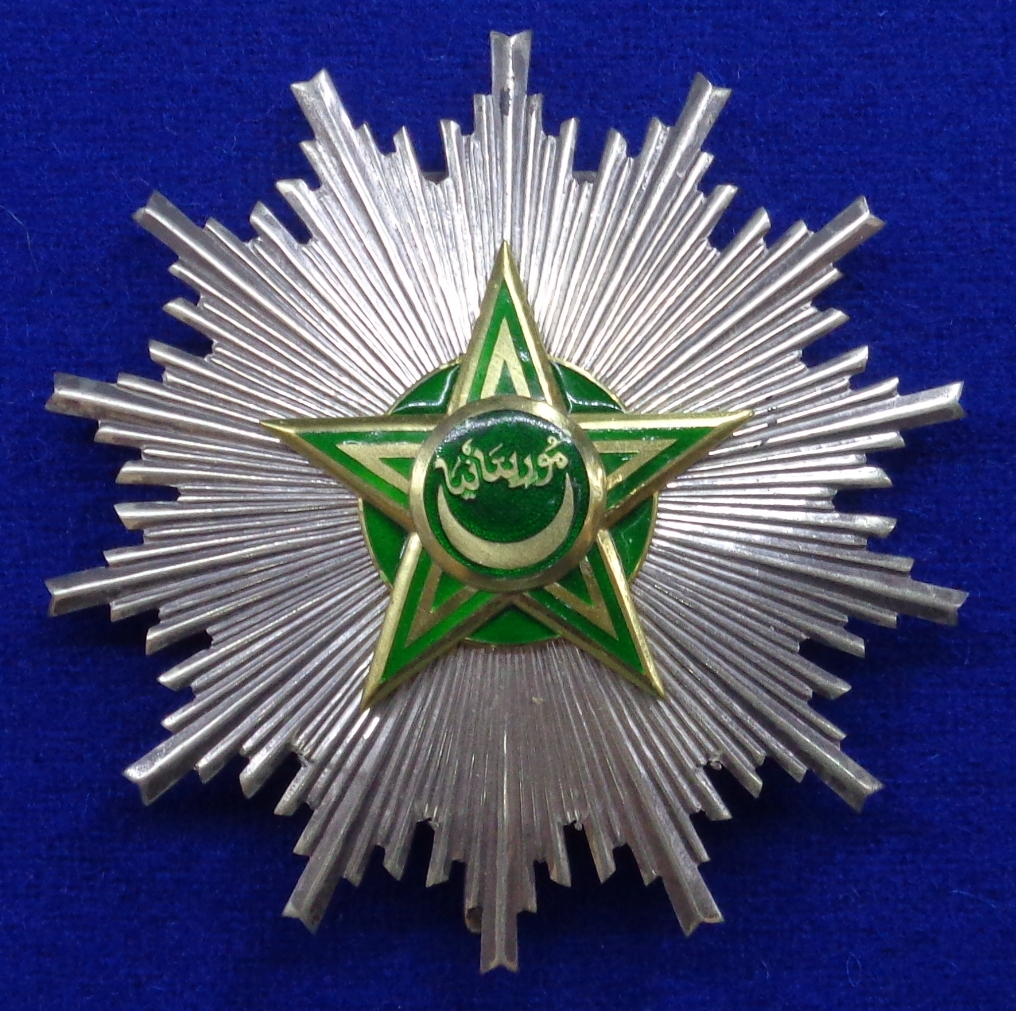
Placa de Gran Oficial de la Orden Nacional del Mérito de Mauritania
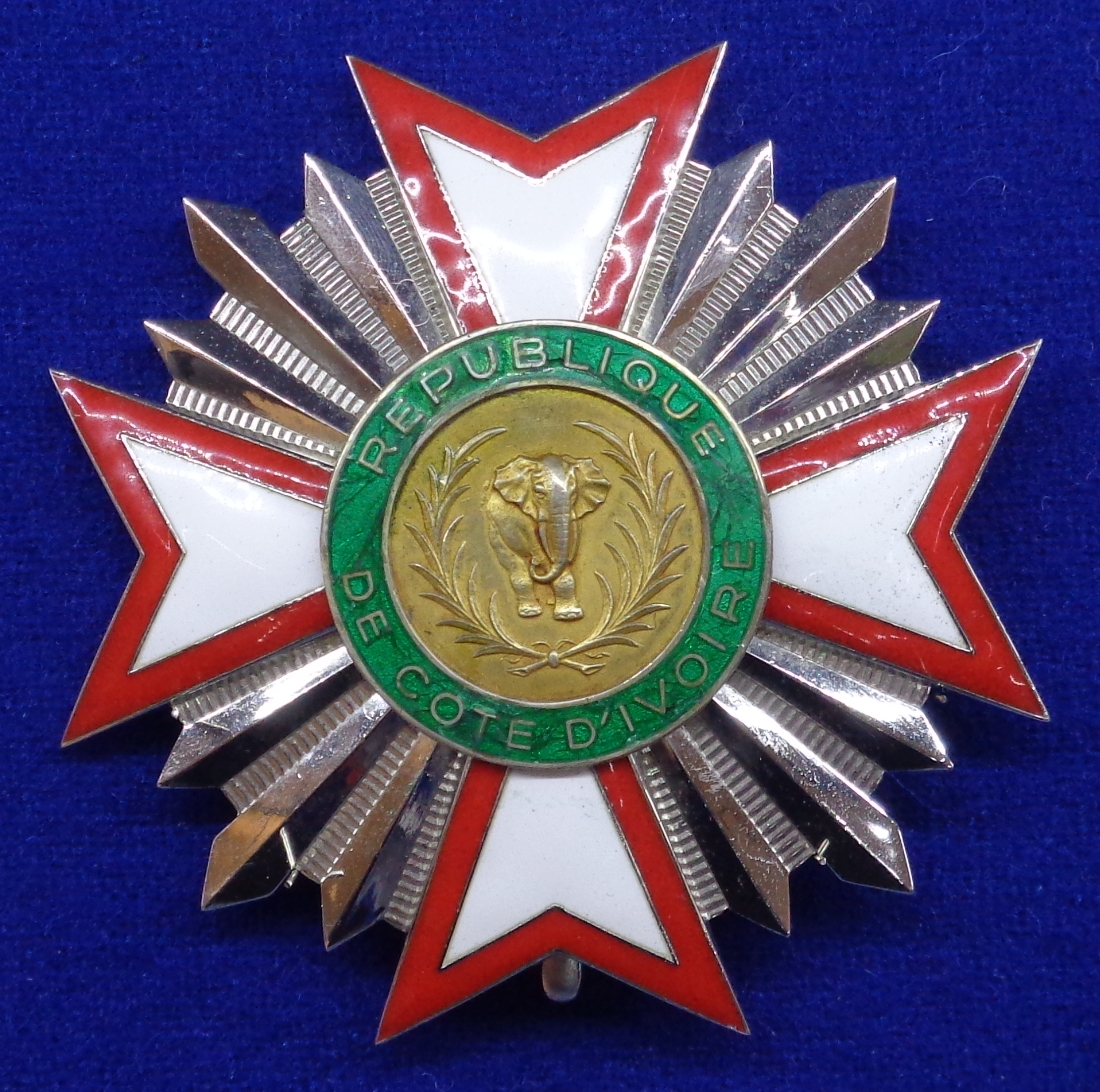
Placa de Gran Oficial de la Orden Nacional de Costa de Marfil
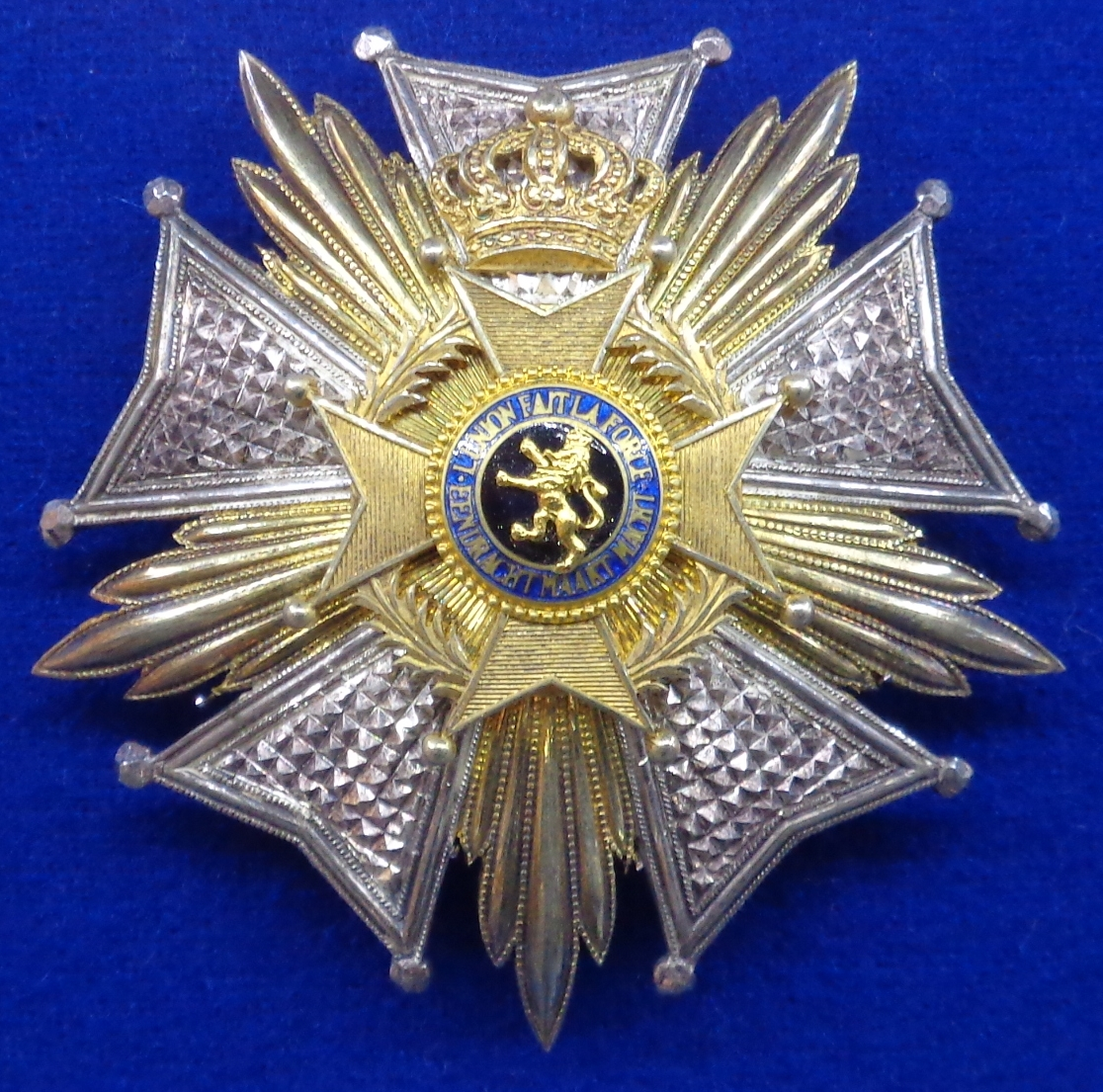
Placa de Gran Oficial de la Orden de Leopoldo
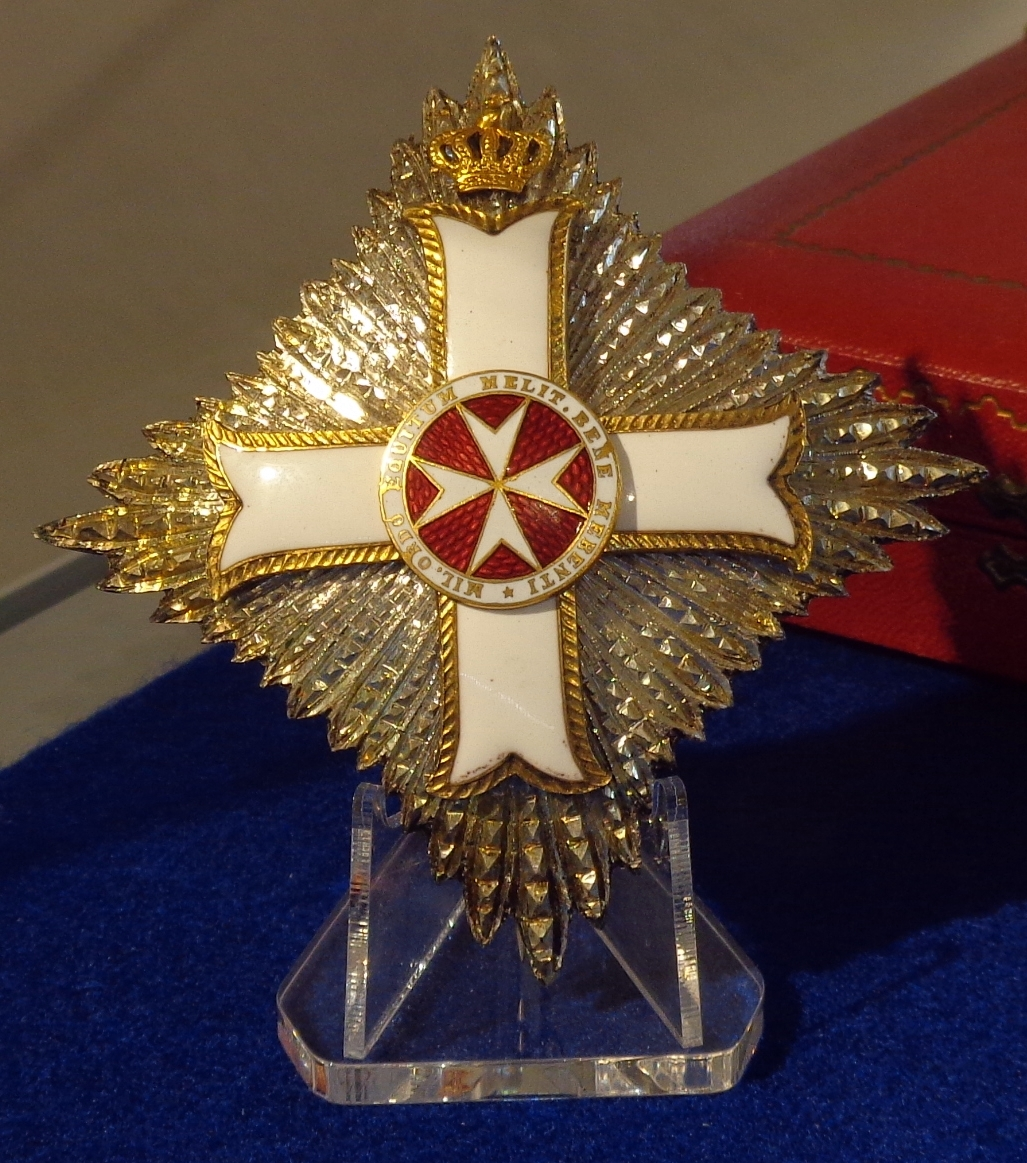
Placa de Gran Oficial de la Orden pro Merito Melitensi